# 우콘 도쿠타로
우콘 도쿠타로(일본어: 右近 徳太郎, 1913년 9월 23일 ~ 1944년)는 일본의 전 축구 선수로 현역 시절 포지션은 수비수였다.

## 선수 시절
1913년 9월 23일 일본 효고현 고베시에서 태어나 게이오기주쿠 대학 재학 시절 1936년 하계 올림픽에 출전하여 1924년 하계 올림픽 동메달에 빛나는 강호 스웨덴과의 1라운드에서 후반 17분 극장 동점골을 터뜨리며 팀의 3-2 대역전승과 함께 8강 진출까지 이끌었는데 일본에서는 이를 두고 '베를린의 기적'으로 불리고 있다.

## 사망
1942년 선수 은퇴 후 제2차 세계 대전에 참전했다가 1944년 3월 파푸아뉴기니의 부건빌섬에서 30세의 나이로 전사했다.

## 통계
| 일본 | 일본 | 일본 |
| 연도 | 출전 | 득점 |
| ---- | ---- | ---- |
| 1934 | 2    | 0    |
| 1935 | 0    | 0    |
| 1936 | 2    | 1    |
| 1937 | 0    | 0    |
| 1938 | 0    | 0    |
| 1939 | 0    | 0    |
| 1940 | 1    | 0    |
| 통산 | 5    | 1    |

## 대회 기록
- 하계 올림픽 : 8강 (1936)